# 富爾格山
45°57′15″N 7°41′59″E / 45.95417°N 7.69972°E

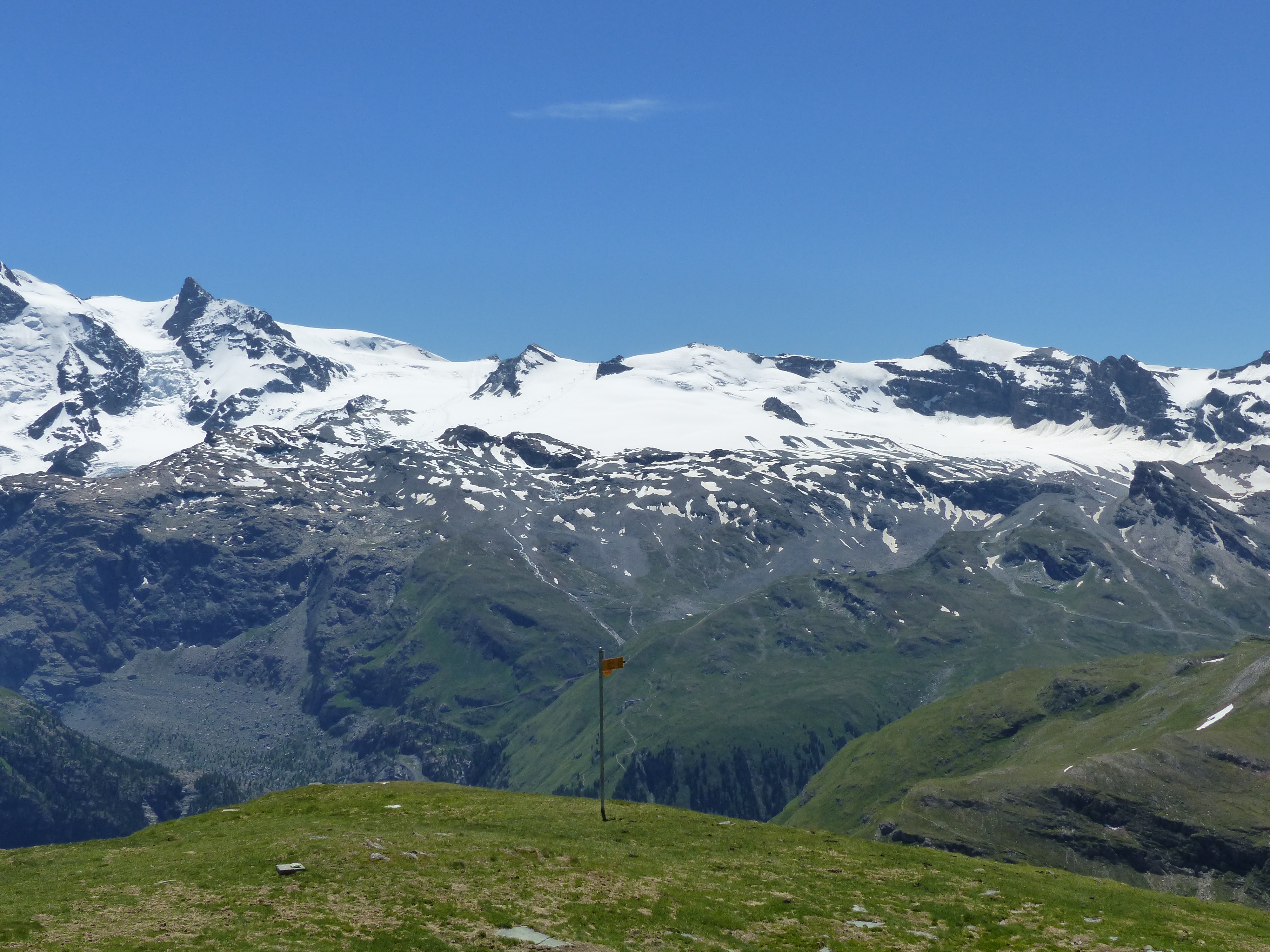

富爾格山（義大利語：Furgghorn），是南歐的山峰，位於瑞士和意大利接壤的邊境，屬於本寧阿爾卑斯山脈的一部分，距離伯爾尼110公里，海拔高度3,451米，每年平均降雨量1,358毫米。